# Paolo Fedeli
Paolo Fedeli (Falconara Marittima, 16 luglio 1939) è un latinista e filologo classico italiano, ora docente emerito di Letteratura latina presso l'Università degli Studi di Bari Aldo Moro.
Particolarmente noto per i suoi contributi tesi all'evoluzione degli studi sulla poesia di Properzio e di Quinto Orazio Flacco, ha arricchito, ed alimenta ancora, grazie alla sua attività filologica e di commentatore, nonché di saggista, il panorama internazionale degli studi su molti altri scrittori della latinità.

## Biografia
Paolo Fedeli si è diplomatoa al Liceo Classico Vittorio Emanuele II di Jesi. Successivamente ha studiato filologia classica presso l'Università degli Studi di Bari Aldo Moro. Nel 1968 ha insegnato filologia classica presso l'Università di Friburgo in qualità di professore associato. Docente ordinario dal 1972, nel 1974 ha lasciato temporaneamente l'Università. Nel 1976 è tornato, in qualità di docente, presso l'Università degli Studi di Bari.
Fedeli è stato presidente della Consulta Universitaria di Studi Latini e della Giunta esecutiva del Bimillenario di Orazio. Dottore honoris causa nell'Università di Lisbona e in quella di Mar del Plata, ha focalizzato la sua attenzione su Properzio e su Quinto Orazio Flacco, di cui è stato editore e commentatore, senza, tuttavia, trascurare la poesia di Catullo e di Ovidio, il Satyricon di Petronio Arbitro e l'oratoria di età imperiale. Ha altresì curato le edizioni critiche di alcune delle opere filosofiche di Marco Tullio Cicerone (De officiis, De amicitia) ed ha commentato varie sue orazioni (Pro Murena, Pro Milone, Orationes Philippicae).
Membro dell'Accademia Nazionale dei Lincei e dell'Accademia Properziana del Subasio di Assisi, è direttore di Aufidus, rivista quadrimestrale di scienza e didattica della cultura classica ed è condirettore del "Giornale Italiano di Filologia". 
I suoi libri e articoli specialistici sono stati pubblicati in Italia, Austria, Cile, Argentina, Belgio, Francia, Brasile, Gran Bretagna, Stati Uniti d'America e in molti altri Paesi. 
Partecipa, con contributi scientifici, a numerosi convegni in Italia e all'estero.

## Premi e riconoscimenti
Di seguito si elencano solo alcuni dei riconoscimenti ottenuti:
- Dottore honoris causa nell'Università di Lisbona;
- Dottore honoris causa nell'Università di Mar del Plata;
- Membro dell'Accademia Properziana del Subasio di Assisi;
- Membro dell'Accademia Nazionale dei Lincei;
- Membro della giunta del Centro di Studi Ciceroniani di Roma;
- Cittadinanza onoraria di Jesi;
- Cittadinanza onoraria di Venosa

## Pubblicazioni principali
- Il carme 61 di Catullo, University Press, Friburgo, 1972.
- (Ed.): M. Tulli Ciceronis scripta quae manserunt omnia, Fasc. 28: In M. Antonium Orationes Philippicae XIV, Teubner, Leipzig, 1982, 1986 (2 ed.).
- (Ed.): Sexti Properti Elegiarum libri IV, Teubner, Stoccarda, 1994.
- Storia Letteraria di Roma, Fratelli Ferraro Editori, Napoli, 2004.
- Properzio, Elegie libro IV, a cura di Paolo Fedeli, Rosalba Dimundo, Irma Ciccarelli, Traugott Bautz, 2015.